# René Alderete
René Alberto Alderete (San Miguel de Tucumán, Tucumán; 30 de noviembre de 1950) es un exfutbolista argentino que jugaba como delantero.

## Trayectoria

### Atlético Tucumán
Alderete debutó en Atlético Tucumán en 1970. En 1972 se corona campeón de la Liga Tucumana y clasifica al Nacional de 1973. En 1973 también ganaría la liga tucumana, obteniendo el bicampeonato. En el Nacional 1975 terminaría primero en su grupo y avanzaría a la fase final del torneo, en lo que fue un gran equipo, con rendimientos muy altos, es así que ese año se gana la convocatoria a la selección argentina junto a Ricardo Villa. En 1977 se consagraría campeón de la liga tucumana y luego sería transferido a San Lorenzo.

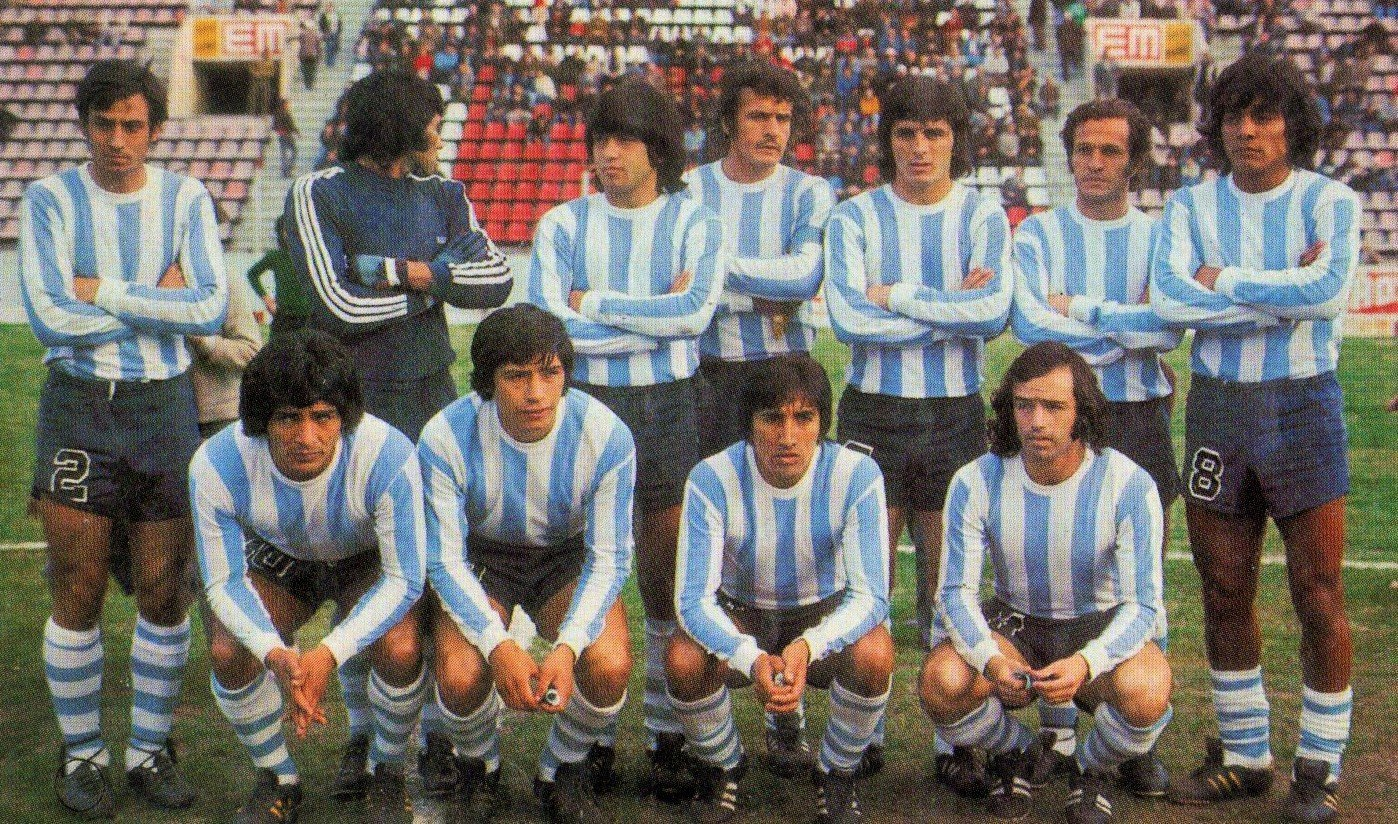
formación de Atlético Tucumán en 1973.

Alderete marcó 25 goles, con la camiseta de Atlético, en 177 partidos.

### San Lorenzo
En 1978 llega a San Lorenzo y en el metropolitano 1978 en dónde terminarían en cuarto lugar. Sin embargo sufriría una lesión muy grave que lo alejaría de las canchas.

### Vuelta a Atlético Tucumán
En 1982 volvió al decano y se retiró del fútbol. 

## Selección Argentina
1975 es convocado por César Luis Menotti a la Selección Argentina junto a su compañero en Atlético Tucumán, Ricardo Villa. Debutaría en la victoria 2 a 1, el 27 de junio en Cochabamba, contra Bolivia.

## Clubes
| Club             | País      |
| ---------------- | --------- |
| Atlético Tucumán | Argentina |
| San Lorenzo      | Argentina |

## Palmarés
| Título        | Equipo           | País      | Año  |
| ------------- | ---------------- | --------- | ---- |
| Liga Tucumana | Atlético Tucumán | Argentina | 1972 |
| Liga Tucumana | Atlético Tucumán | Argentina | 1973 |
| Liga Tucumana | Atlético Tucumán | Argentina | 1975 |
| Liga Tucumana | Atlético Tucumán | Argentina | 1977 |